# Mas de Guillem Joan
El Mas de Guillem Joan és un edifici dins de l'entramat urbà de la població de Sant Pere Pescador, a poca distància al sud-est de l'antic nucli fortificat. En el nucli antic de Sant Pere Pescador hi ha algunes cases dels segles XVI, XVII i XVIII amb interessants elements arquitectònics. Amb l'acabament de les guerres remences la vila de Sant Pere Pescador s'expandí més enllà del nucli fortificat al centre on hi havia l'església i la casa Caramany, sobretot vers migdia on es formà un extens barri entre la muralla i el riu. L'habitatge està ubicat al carrer Cavallers del que ja tenim notícies a partir del segle XVI-XVII. La construcció, segons ens indica la llinda de la finestra és de 1561, per tant una construcció del segle xvi amb reformes posteriors.
És un edifici de planta rectangular, format per diversos cossos adossats, amb un gran pati posterior. Hi ha dos cossos més aïllats, construïts en aquesta part de la finca. L'edifici principal està format per tres crugies perpendiculars a la façana principal. Una presenta el parament lleugerament atalussat, mentre que la resta són verticals. Està distribuït en planta baixa i pis i presenta la coberta d'un i dos vessants de teula. A la planta baixa destaca el portal d'entrada, d'arc de mig punt adovellat. Al costat, una finestra d'arc rebaixat emmarcada amb carreus de pedra i una finestra ovalada, també emmarcada amb pedra. Al pis, les finestres són d'obertura rectangular, estan emmarcades amb pedra i presenten l'ampit sobresortit i guardapols a la part superior. La central, damunt del portal, presenta una decoració de motllures en relleu. Sota el guardapols hi ha una inscripció: "IHS MARIA 1550 JOAN A SOLE". En canvi, sostenint l'ampit, podem veure-hi dues testes d'infant alat esculpides. La finestra del costat també presenta una inscripció sota el guardapols, tot i que es troba una mica degradada: "JOAN I FOL(·) (··) OLF : 1(·)37". Hi ha una tercera finestra emmarcada amb pedra, sense decoració i amb l'absència de guardapols. A l'interior de l'edifici, els sostres estan coberts amb voltes de canó de fàbrica de maó planer.
La construcció es troba arrebossada i pintada de color groguenc.